# Котанс (Фрібур)
Котанс (фр. Cottens) — громада  в Швейцарії в кантоні Фрібур, округ Сарін.

## Географія
Громада розташована на відстані близько 39 км на південний захід від Берна, 11 км на південний захід від Фрібура.
Котанс має площу 5 км², з яких на 12% дозволяється будівництво (житлове та будівництво доріг), 69,9% використовуються в сільськогосподарських цілях, 17,3% зайнято лісами, 0,8% не є продуктивними (річки, льодовики або гори).

## Демографія
2019 року в громаді мешкало 1504 особи (+13,7% порівняно з 2010 роком), іноземців було 17,2%. Густота населення становила 303 осіб/км².
За віковим діапазоном населення розподілялося таким чином: 27,9% — особи молодші 20 років, 56,2% — особи у віці 20—64 років, 16% — особи у віці 65 років та старші. Було 566 помешкань (у середньому 2,6 особи в помешканні).
Із загальної кількості 373 працюючих 37 було зайнятих в первинному секторі, 37 — в обробній промисловості, 299 — в галузі послуг.